# 月刊アワーシティ
月刊アワーシティ（OUR CITY, 「アワー・シティ」の表記も）は、かつて名古屋に存在した月刊情報誌。出版社はアワーシティ（名古屋市、のちに半田市）。音楽、イベント情報、地域情報などで構成されていた。東海三県の中規模以上の書店に流通していた有料誌である。1995年10月の20巻10号（通巻236号）をもって休刊となった。ぴあが創刊されるまではナゴヤプレイガイドジャーナルと共に、東海地区随一の芸能・エンターテイメイントを大きく扱った媒体であり、名古屋のタウン誌の「しにせ」とされていた。
大阪で刊行されていた『プレイガイドジャーナル』に影響されて創刊されたタウン誌『プレイガイドジャーナル名古屋』に続く形で、1976年3月に創刊された。当初は『名古屋百撰』の誌名であったが曲折を経て『アワーシティ』となり、本誌と『プレイガイドジャーナル名古屋』『名古屋かわらばん』の3誌が若者向けタウン誌の御三家と呼ばれていた。
B5サイズの32ページ～48ページ。表紙1と表紙4はカラーであるがそれ以外のページはモノクロ印刷だった。版型には変遷があり、1991年には表紙がイラストから写真に変更されたほか、1995年の紹介事例ではページ数は100ページ弱とされている。